# Cicindela blanda
Cicindela blanda är en skalbaggsart som beskrevs av Pierre François Marie Auguste Dejean 1831. Cicindela blanda ingår i släktet Cicindela och familjen jordlöpare. Inga underarter finns listade i Catalogue of Life.